# 熊倉しょうこ
熊倉 しょうこ（くまくら しょうこ、1997年3月14日 - ）は、日本の元AV女優。元クルーズグループ所属。

## 人物・来歴
神奈川県出身
趣味・特技は、ソフトボール。
2016年10月、プレステージの専属女優としてAVデビュー。2017年8月発売作品をもって引退。

## 出演作品

### アダルトビデオ（撮り下ろし）
2016年
- 新人 プレステージ専属デビュー（10月21日、プレステージ BGN-040）※デビュー作
- 新・絶対的美少女、お貸しします。 ACT.64（11月18日、プレステージ CHN-119）
- 女子マネージャーは、僕達の性処理ペット。 022（12月9日、プレステージ ABP-545）

2017年
- 天然成分由来 熊倉しょうこ汁 120％ 43（1月20日、プレステージ ABP-559）
- 熊倉しょうこの極上筆おろし 12（2月17日、プレステージ ABP-568）
- ボクを好き過ぎるボクだけの従順ペット 4（3月17日、プレステージ ABP-577）
- 人生初・トランス状態 激イキ絶頂セックス 37（4月21日、プレステージ ABP-588）
- ヲタサーの姫。 07（5月19日、プレステージ ABP-597）
- スポコス汗だくSEX4本番 体育会系・熊倉しょうこ act07（6月16日、プレステージ ABP-606）
- 濃厚密写 接写エロティシズム3本番 ACT10 熊倉しょうこ（7月21日、プレステージ ABP-618）
- 風俗タワー 性感フルコース3時間SPECIAL ACT18 熊倉しょうこ（8月18日、プレステージ ABP-630）

### アダルトビデオ（オムニバス単体作品、BESTもの）
- 熊倉しょうこ 8時間 BEST PRESTIGE PREMIUM TREASURE vol.01（2017年8月25日、プレステージ PPT-047）
- 熊倉しょうこ 8時間 BEST PRESTIGE PREMIUM TREASURE vol.02（2018年2月16日、プレステージ PPT-056）

### アダルトビデオ（編集もの）
- シロウトTV×PRESTIGE PREMIUM 26（2017年3月31日、プレステージ/シロウトTV SIV-028）全8名
- 日焼け美少女コレクション 人気女優から素人まで絶品の日焼け女子を集めました。 あやみ旬果 鈴村あいり 柚月あい 杉浦かな 熊倉しょうこ 他（2017年11月17日、プレステージ ANY-002）全12名

### ネット配信
- 【初撮り】ネットでAV応募→AV体験撮影 115（2016年10月8日、シロウトTV SIRO-2856）